# Edwardsport
Edwardsport – miasto w Stanach Zjednoczonych, w stanie Indiana, w hrabstwie Knox.